# Romuald Wermiński

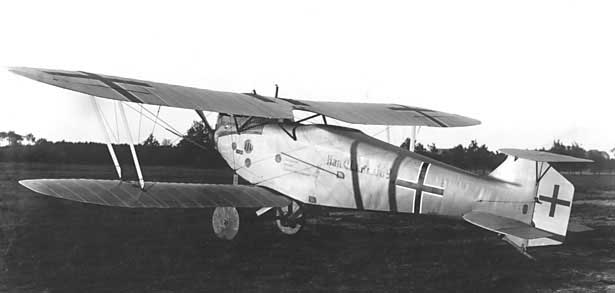
Hannover Roland CL.II – na takim samolocie zginęli Romuald Wermiński i Włodzimierz Rice

Romuald Wermiński (ur. 15 sierpnia?/27 sierpnia 1890 w Błoszczyńcach, zm. 12 czerwca 1919 w Lidzie) – porucznik pilot Wojska Polskiego.

## Życiorys
Urodził się w rodzinnym majątku Błoszczyńce, w ówczesnej guberni kijowskiej (obecnie Ukraina). Był synem Stanisława i Stanisławy z Piotrowskich. Ukończył gimnazjum, a następnie Politechnikę w Kijowie.
Po wybuchu I wojny światowej został zmobilizowany do armii rosyjskiej. Przydzielony do lotnictwa, ukończył kurs pilotażu w Sewastopolu na Krymie. Po ukończeniu kursu skierowany został na front do walki z Niemcami i Austriakami. Wziął czynny udział w walkach do momentu wybuchu rewolucji. W 1917 rozpoczął współpracę z Polską Organizacją Wojskową.
W 1918 przedostał się na teren Kongresówki, a po utworzeniu pierwszych eskadr lotniczych wstąpił do lotnictwa. Przydzielony do 4 eskadry wywiadowczej. Wziął udział w walkach na froncie litewsko-białoruskim m.in. w bombardowaniach Mołodeczna, Wilejki, Mińska.
12 czerwca 1919 wystartował z podporucznikiem obserwatorem Włodzimierzem Rice i ładunkiem bomb na samolocie Hannover Roland CL.II do kolejnego lotu bojowego. Na wysokości 50 m samolot wpadł w korkociąg i spadł na ziemię. Obaj lotnicy zginęli.

## Odznaczenia
- Krzyż Walecznych – pośmiertnie 1921[2]
- Polowa Odznaka Pilota – pośmiertnie 11 listopada 1928 roku „za loty bojowe nad nieprzyjacielem w czasie wojny 1918-1920”[3]